# 8099 Okudoiyoshimi
A 8099 Okudoiyoshimi (ideiglenes jelöléssel (8099) 1993 TE)  a Naprendszer kisbolygóövében található aszteroida. Hiroshi Abe és Seidai Miyasaka fedezte fel 1993. október 8-án.